# 長髮公主芭比
《長髮公主芭比》（英語：Barbie as Rapunzel）是Artisan Entertainment和Family Home Entertainment於2002年10月1日以DVD、VCD和VHS的形式發售的錄影帶首映動畫作品。該作為芭比動畫系列的第2部電影，改編自格林兄弟（Brothers Grimm）的《長髮姑娘》（Rapunzel），由芭比飾演長髮公主—蕾蘋絲。主題曲是德弗札克的第9號交響曲《來自新世界》，由倫敦交響樂團傾情演奏。
台灣於2002年12月7日由得利影視股份有限公司代理發行VCD和DVD，2009年7月9日再版發行。另外，曼迪傳播和時代娛樂股份有限公司也代理發行了該作的DVD和VCD。
香港於2002年10月21日首發VCD，2008年3月11日再版發行DVD和VCD，由洲立影視有限公司代理發行。
中国大陆由中国录音录像出版总社出版，中录华纳家庭娱乐有限公司发行DVD和VCD。之后DVD又由新汇集团上海声像出版社有限公司再版发行。
《長髮公主芭比》2001年的宣傳影片和《長髮公主芭比》2002年的宣傳影片不一樣。

## 劇情概要
芭比給小凱莉講述了一個關於畫畫實現夢想的故事……在很久很久以前，在那個有飛龍和魔法圍墻的黑森林里，生活着一個名叫蕾蘋絲的長髮姑娘，她擁有世間最長最美麗的頭髮。然而蕾蘋絲的生活卻一點也不幸福，她被心腸歹毒而又善妒的女巫葛朵從小養大，成為了她的奴僕。蕾蘋絲被葛朵秘密關押在黑森林深處的一個古堡里禁止她外出，不僅讓巨龍休果負責看守着她，而且還在古堡四周設立了一堵魔法圍墻給包圍着。蕾蘋絲有两个好朋友，分别是小飞龙的潘妮洛普以及兔子的荷比，它们每天都陪伴在蕾蘋絲身邊并帮助她。蕾蘋絲每天最喜歡做的事就是畫畫，可是葛朵最反感的就是蕾蘋絲畫畫，總是脅迫她干各種家務活。無奈之下，蕾蘋絲只能每天偷偷地畫畫。在一次偶然中，蕾蘋絲發現了古堡中的地下室，令她沒想到的是在地下室里她找到了可以通往古堡外面的通道。蕾蘋絲順着通道走了出去，这是她第一次走出古堡来到外面的世界，对外面的一切都充满了好奇。
她来到王國城堡外的一片草地上，帮助了三個可愛的小女孩，她們是王子史蒂芬的三個妹妹—卡翠娜、美樂蒂和羅麗娜，也就是在這裡蕾蘋絲和史蒂芬一見鐘情。史蒂芬問蕾蘋絲叫什麼名字，蕾蘋絲並沒有告訴他。蕾蘋絲的行動很快就被葛朵的寵物貂奧多給發現了，并匯報給了葛朵。於是葛朵就把蕾蘋絲給關在了高塔上，并逼問蕾蘋絲讓她把她白天所見到的人的名字告訴她，可是蕾蘋絲並不知道王子叫什麼名字，葛朵說她撒謊。有一天，蕾蘋絲在高塔的窗台上發現了一支神奇的畫筆，並用這支畫筆在高塔的墻壁上畫出了外面的世界，並且通過她的畫穿過墻壁走到了外面的世界，蕾蘋絲終於又見到了史蒂芬。史蒂芬誠摯邀請蕾蘋絲讓她去參加他的生日舞會，可是這件事很快就被葛朵給知道了，於是葛朵施展魔法割斷了蕾蘋絲的長髮，還破壞了蕾蘋絲的畫筆和她的所有畫作，為了將蕾蘋絲永遠囚禁在高塔中，葛朵還把高塔給下了咒語，永遠不要釋放這個說謊的囚犯。隨後葛朵利用蕾蘋絲被割斷的長髮冒充成蕾蘋絲的樣子去參加史蒂芬的舞會，企圖害死妨礙她計劃的史蒂芬。在葛朵追殺史蒂芬的同時，蕾蘋絲的父王威廉王一直認為是史蒂芬的父王菲德烈國王抓走了他的女兒蕾蘋絲，他帶着守衛闖入了舞會，於是兩個國王在舞會上大打出手。由於蕾蘋絲根本就沒有對葛朵說謊，所以高塔的咒語對她無效，她逃出高塔來到史蒂芬的舞會上得知了葛朵的陰謀，并見到了自己的父王威廉王。原來葛朵曾經單戀過威廉王，幻想着威廉王愛過她，後來因愛生恨，抓走了他的女兒蕾蘋絲。最終，葛朵在追殺蕾蘋絲時，被蕾蘋絲設計穿過墻壁引入到了高塔中，於是葛朵中了自己所施下的“永遠不要釋放這個說謊話的囚犯”的咒語，她試圖解除咒語也沒能成功，被永遠困在了高塔上。蕾蘋絲返回城堡與父王團聚，並與史蒂芬結婚，讓兩國締結了和平。蕾蘋絲和史蒂芬結婚後搬進了自己的城堡，潘妮洛普和它的父親休果以及荷比住在城堡最舒適的地方，而被困在高塔中的葛朵將讓她的寵物貂奧多永遠服侍她。

## 配音演員
| 角色                              | 英語原聲           | 國語配音 | 國語配音 | 國語配音 |
| 角色                              | 英語原聲           | 中国大陆 | 台湾     | 广东话   |
| --------------------------------- | ------------------ | -------- | -------- | -------- |
| 芭比（Barbie）/蕾蘋絲（Rapunzel） | 凱莉·謝里丹        | 司徒影   | 李直平   | 潘芳芳   |
| 史蒂芬（Prince Stefan）           | 马克·海德斯        | 赵威     | 于正昌   | 盧家煒   |
| 潘妮洛普（Penelope）              | 克莉·桑默          | 谢佳     | 林芳雪   | 郭碧珍   |
| 葛朵（Gothel）                    | 安杰丽卡·休斯顿    | 李俊英   | 陳季霞   | 謝月美   |
| 菲德烈國王（King Fredrick）       | 罗素·罗伯茨        | 张立昆   | 沈光平   | 李建良   |
| 荷比（Hobie）                     | 伊恩·詹姆斯·柯莱特 | 赵威     | 于正昌   | 吳錦源   |
| 威廉王（King Wilhelm）            | 克里斯托弗·賈茲    | 李阳     | 楊少文   | 葉振邦   |
| 休果（Hugo）                      | 大衛·凱伊          | 张济平   | 沈光平   | 高翰文   |
| 胖劍客（The Fat Swordsman）       | 泰瑞·克拉森        | 蔡济生   | 孫德成   | 李建良   |
| 瘦劍客（The Skinny Swordsman）    | 彼得·科拉米斯      | 张济平   | 劉鵬傑   | 龍天生   |
| 奧多（Otto）                      | 彼得·科拉米斯      | 黎泓和   | 孫德成   | 龔國強   |
| 小凱莉（Kelly）                   | 尚塔尔·斯特兰德    | 谢佳     | 薛晴     | 湛雅媛   |
| 美樂蒂（Melody）                  | 布里特·馬克奇利普  | 赵冰冰   | 陳妤     | 陳家齡   |
| 羅麗娜（Lorena）                  | 乔斯琳·洛温        | 锺蕾     | 吳欣澐   | 陳家齡   |
| 湯米（Tommy）                     | 丹尼·麦金农        | 李俊英   | 陳思賢   | 盧子峰   |
| 嘉翠娜（Katrina）                 | 尚塔尔·斯特兰德    | 田玉洁   | -        | 陳家齡   |
| 打金匠（Silversmith）             | 戴尔·威尔逊        | 张立昆   | -        | 李忠強   |
| 製餅工人（The Baker）             | 泰瑞·克拉森        | 李阳     | -        | 葉振邦   |

## 歌曲
- 《長髮公主芭比》主題曲“Rapunzel Theme”[12]
- 《長髮公主芭比》主題曲“Rapunzel Theme”歌唱版[13]

演唱：Becky Taylor
- 《長髮公主芭比》插曲“Constant As the Stars Above”[14]

演唱：Jessica Brown
香港、韓國、印尼、德國、巴西臺灣有演唱。
- 《長髮公主芭比》片尾曲“Wish Upon A Star”[21]

演唱：Samantha Mumba

## 配音譯製人員
中国大陆國語版工作人員
- 导配：蔡济生
- 翻译：黄国新
- 混音师：李耀强
- 统筹：谢月美
- 录制：创声配音制作有限公司

廣東話版工作人員
- 導配：謝月美
- 翻譯：黃國新
- 混音師：李耀強
- 統籌：謝月美
- 錄製：創聲配音製作有限公司

台灣國語版工作人員
- 聲音導演：孫若瑜
- 錄音師：陳國偉、楊子介、黃年永
- 錄製：偉憶錄音有限公司（We Recoding Studio）

## 外部連結
- 《長髮公主芭比》 （页面存档备份，存于） - 環球影業家庭娛樂（英文）
- 在Netflix上觀看《長髮公主芭比》
- 互联网电影数据库（IMDb）上《長髮公主芭比》的资料（英文）
- 豆瓣电影上《長髮公主芭比》的資料 （简体中文）
- AllMovie上《長髮公主芭比》的资料（英文）
- 爛番茄上《長髮公主芭比》的資料（英文）